# Fatima Tagnaout
Fatima Zahra Tagnaout (en arabe : فاطمة الزهراء تكناوت), née le 20 janvier 1999 à Casablanca, est une footballeuse internationale marocaine qui joue au poste d'ailière gauche à l'AS FAR.

## Biographie
Originaire de la région de Tata, Tagnaout voit le jour à Casablanca.
Après avoir longtemps côtoyé les garçons dont ceux du club l'AJS de Sidi Maârouf, elle reçoit des propositions pour participer à des journées détections à Rabat chez les féminines de l'AS FAR où elle est intégrée rapidement.

## Carrière en club

### Formation et éclosion à l'AS FAR
Fatima Tagnaout évolue à l'AS FAR depuis l'âge de ses 15 ans. Club avec lequel elle remporte neuf titres de championnat national et sept de Coupe du Trône. 
En 2016, elle remporte avec le club la Coupe de l'amitié Maroc-Émirats arabes unis à Dubaï après s'être imposé face à Abu Dhabi sur le score de 4-2.

#### Ligue des champions CAF 2021
Avec l'AS FAR, elle parvient à se qualifier pour la phase finale de la première édition de la Ligue des champions féminine de la CAF qui a lieu en Égypte. Titulaire à toutes les rencontres, elle inscrit un but et délivre deux passes décisives durant cette édition.
Elle est nommée par la CAF parmi les finalistes pour le titre de joueuse africaine interclub de l'année 2022 sans pour autant remporter le prix.

#### Ligue des Champions CAF 2022: L'AS FAR sacrée
Comme le Maroc est désigné comme pays hôte de la Ligue des champions 2022, l'AS FAR est qualifié d'office à la phase finale.
Fatima Tagnaout prend part à la compétition. Lors de la 2e journée, elle inscrit un doublé sur pénalty contre les Zambiennes de Green Buffaloes.
Elle est passeuse décisive sur le but de Ibtissam Jraidi en demi-finale le 9 novembre 2022 contre les Nigérianes de Bayelsa Queens. Un but qui permet à l'AS FAR de se qualifier en finale pour la première fois de son histoire.
Puis le 13 novembre 2022, l'AS FAR s'impose en finale et remporte la compétition aux dépens du tenant du titre Mamelodi Sundowns après s'être imposée 4 buts à 0. Fatima Tagnaout délivre deux passes décisives lors de cette finale.
Auteure de trois buts et trois passes décisives, Fatima Tagnaout se voit décerner le titre de meilleure joueuse de la compétition.
Le 1er avril 2023, elle remporte la Coupe du Trône de la saison sportive 2020-2021 aux dépens du Sporting Casablanca en finale (5-0). Ainsi l'AS FAR remporte son 9e titre de l'histoire.
Puis lors de l'intersaison 2024, Fatima Tagnaout décide de quitter l'AS FAR après dix saisons passées au club.

### Courte expérience espagnole au FC Séville (2024)
Après une décennie à l'AS FAR avec lequel elle remporte plusieurs titres collectifs et individuels, Fatima Tagnaout décide de tenter une première expérience à l'étranger du côté de l'Espagne en s'engageant avec le Séville FC qui évolue en première division. Le club annonce sa signature le 23 juillet 2024 pour une durée de deux saisons.
Elle dispute son premier match le 8 août 2024 en étant titularisée contre le Sporting Lisbonne dans le cadre de l'Algarve Cup, tournoi amical de pré-saison au Portugal.
Le 1er septembre 2024, elle entre en jeu en fin de match en finale de la Coupe d'Andalousie perdue par les Sévillanes face au Real Betis (1-0).
Cependant son expérience en Espagne ne dure pas longtemps. Elle quitte le FC Séville sans avoir pris part au moindre match officiel en championnat. Selon un communiqué officiel du club andalou, Fatima Tagnaout aurait eu des difficultés d'adaptation.

### Retour à la mère patrie à l'AS FAR (2024-)
Après une expérience de courte durée en Espagne, Fatima Tagnaout retourne jouer au Maroc par le biais de son club formateur l'AS FAR avec lequel elle réalise le doublé coupe-championnat.

## Carrière internationale

### Maroc -17 ans
Fatima Tagnaout participe à plusieurs stages avec la sélection marocaine des moins de 17 ans et prend part notamment aux éliminatoires (en) de la Coupe du monde féminine 2016 de la catégorie. Toutefois, le Maroc est éliminé par le Ghana lors du dernier tour.

### Maroc -20 ans
Fatima Tagnaout connait également plusieurs sélections en équipe du Maroc -20 ans. 
Elle participe aux qualifications africaines à la Coupe du monde 2018 de la catégorie. 
Après avoir éliminé le Sénégal au premier tour, le Maroc se fait sortir au deuxième tour par le Nigéria en novembre 2017. Les Marocaines s'inclinent au match retour à Benin City par 5 buts à 1. Fatima Tagnaout inscrit le seul but marocain (Score au match aller : 1-1 à Salé).
Elle est convoquée par Mustapha Moslim pour une double confrontation amicale contre le Gabon en mai 2019. Lors du premier match, le Maroc s'impose sur le score de 8-0 avec une réalisation de Fatima Tagnaout en fin de match.
Fatima Tagnaout participe en décembre 2019 au tournoi de l'UNAF organisé en Algérie où elle dispute les deux matchs, contre le Burkina Faso et l'Algérie en tant que titulaire.

### Équipe du Maroc
Fatima Tagnaout est régulièrement appelée en sélection nationale depuis 2017. 
Elle inscrit ses deux premiers buts internationaux, le 31 janvier 2020 lors d'une rencontre amicale face à la Tunisie à Témara.
En février 2022, elle est sélectionnée pour disputer le Tournoi UNAF en Tunisie. Tournoi que le Maroc remporte en gagnant ses quatre matchs.
Fin novembre 2020, elle est sélectionnée par Lamia Boumehdi pour prendre part au stage à Accra à l'occasion d'une double confrontation contre le Ghana. Mais elle n'aura pas de temps de jeu lors de ce stage.
En septembre 2021, la sélection marocaine est invitée au Nigéria à participer à la Aisha Buhari Cup 2021. Fatima Tagnaout offre la victoire au Maroc contre le Cameroun en marquant l'unique but du match à la 78e minute.

#### Coupe d'Afrique des nations 2022: Parcours inédit du Maroc
Après avoir disputé plusieurs stages et matchs amicaux de préparations, Fatima Tagnaout est sélectionnée par Reynald Pedros pour disputer la Coupe d'Afrique des nations 2022. Titularisée à toutes les rencontres, elle est élue femme du match par la CAF contre le Sénégal.
Elle est impliquée sur les deux buts de la victoire (2-1) en quart de finale contre le Botswana qui permet au Maroc de se qualifier pour la première fois à la Coupe du monde féminine de football (édition 2023 en Australie et Nouvelle-Zélande).
Son équipe termine à la 2e place en s'inclinant devant l'Afrique du Sud en finale (2-1).
Fatima Tagnaout termine meilleure passeuse de la compétition avec trois passes décisives.

#### Coupe du monde 2023: Exploit des Marocaines
Dans le cadre des préparations à la Coupe du monde, Fatima Tagnaout participe à un stage en Espagne durant lequel le Maroc affronte en amical la Pologne (alors 27e au classement FIFA) et le Canada (champion olympique 2020). Les Marocaines s'inclinent lors des deux rencontres (4-0).
En février 2023, le Maroc dispute deux matchs amicaux à Antalya les 17 et 21 février respectivement contre la Slovaquie et la Bosnie-Herzégovine. Elle inscrit un des buts marocains contre les Slovaques (victoire marocaine 3-0) et réalise une passe décisive contre les Bosniennes (victoire marocaine : 2-0).
Elle est sélectionnée en avril 2023 pour prendre part à deux matchs amicaux internationaux contre la Tchéquie et la Roumanie respectivement le 6 avril 2023 à Prague et le 11 avril 2023 à Bucarest. Les Marocaines s'inclinent lors des deux rencontres : 2-0 contre les Tchèques et 1-0 contre les Roumaines. Tagnaout dispute ces matchs en tant que titulaire.
Fatima Tagnaout fait partie des 28 joueuses présélectionnées par Reynald Pedros pour disputer la Coupe du monde 2023 organisée en Australie et Nouvelle-Zélande. Après le stage effectué en Autriche et les matchs amicaux disputés face à l'Italie et la Suisse, Tagnaout est sélectionnée dans la liste finale des 23 joueuses retenues pour défendre les couleurs marocaines au Mondial.
Après s'être inclinées lourdement face aux Allemandes lors du premier match (6-0), les Marocaines se rattrapent le match suivant face à la Corée du Sud en s'imposant sur le score de 1-0, premier but et premier succès de la sélection dans la compétition. Puis lors de la dernière journée, les Lionnes de l'Atlas rééditent avec une autre victoire contre la Colombie (1-0). Dans le même temps la Corée du sud réussit à tenir en échec l'Allemagne (1-1). Résultats qui permettent au Maroc de décrocher une qualification historique pour les huitièmes de finale. Après cet exploit, les protégées de Reynald Pedros se frottent aux Françaises. Largement dominatrice, la France s'impose sur le score de 4-0 et l'aventure du Maroc au Mondial prend fin. Fatima Tagnaout est titularisée lors de toutes les rencontres disputées par le Maroc durant le tournoi.

#### JO 2024: Echec des Marocaines au dernier tour
Dans le cadre des préparations aux qualifications des Jeux olympiques 2024, le Maroc reçoit la Zambie les 22 et 26 septembre 2023 pour une double confrontation amicale. Les Marocaines s'inclinent lors des deux rencontres. La première à Casablanca sur le score 2-0 et la deuxième à Rabat sur un lourd score de 6 à 2. Fatima Tagnaout participe aux deux matchs. Le premier en tant que titulaire et le deuxième en entrant en jeu en deuxième mi-temps.
Elle reçoit une convocation de la part de Jorge Vilda, fraîchement nommé à la tête de l'équipe nationale, pour disputer une double confrontation face à la Namibie les 26 et 31 octobre 2023 dans le cadre du deuxième tour des qualifications des Jeux olympiques 2024. La Namibie étant dans l'incapacité de recevoir, les deux matchs se jouent au Maroc. Les Marocaines s'imposent lors des deux manches. La première à Marrakech le 26 octobre 2023 sur le score de 2-0, et la deuxième à Rabat avec le même score. Bien que dans le groupe et sur la feuille de match du second match, Fatima Tagnaout n'entre pas en jeu,.
La sélection marocaine affronte la Tunisie lors du 3e tour des qualifications aux JO 2024, les 23 et 28 février 2024 respectivement à Soliman et Rabat. Le Maroc se qualifie en remportant les deux manches, 2-1 en Tunisie puis 4-1 au Maroc. Tagnaout qui prend part aux deux rencontres en tant que titulaire, inscrit un but dans chacune des deux manches.
Les Marocaines sont donc opposées aux Zambiennes lors du 4e et dernier tour des qualifications. Si elle est parvenue à s'imposer en Zambie lors du match aller le 5 avril 2024 sur le score de 2 buts à 1, la sélection marocaine ne parvient pas à se qualifier pour la phase finale des Jeux à la suite de sa défaite 2 à 0 au match retour à Rabat le 9 avril 2024 après prolongations. Fatima Tagnaout dispute les deux matchs en tant que titulaire.

#### Coupe d'Afrique 2024
Fatima Tagnaout est sélectionnée par Jorge Vilda pour une double confrontation amicale face à la RD Congo les 30 mai et 3 juin à 2024 Berkane. Le Maroc remporte les deux rencontres. La première sur le score de 2 buts à 1 et la deuxième, 3 buts à 2. Tagnaout dispute le deuxième match en tant que titulaire et réalise une passe décisive pour Ibtissam Jraidi.
Elle est convoquée pour prendre part à deux matchs amicaux contre la Tanzanie et le Sénégal respectivement les 25 et 29 octobre 2024 au Stade Père-Jégo. Les Marocaines remportent les deux rencontres avec un score de 4-1 face aux Tanzaniennes et une large victoire face aux Sénégalaises, 7-0. Tagnaout débute sur le banc face à la Tanzanie. Titulaire face au Sénégal, elle marque et délivre une passe décisive pour Sarah Kassi,. Le mois qui suit, elle est convoquée pour disputer deux matchs amicaux contre le Botswana et le Mali respectivement les 28 novembre et 3 décembre 2024. Le Maroc remporte les deux rencontres, 3-1 face au Botswanaises et 1-0 face aux Maliennes. Fatima Tagnaout qui est titularisée lors des deux rencontres, réalise une passe décisive à Ibtissam Jraidi face au Mali.
Toujours dans le cadre des préparations à la CAN, elle est convoquée par Jorge Vilda pour disputer deux matchs amicaux internationaux, face au Ghana et Haïti respectivement les 21 et 25 février 2025 à Casablanca. Les Marocaines s'imposent face aux Ghanéennes (1-0) et font match nul contre les Haïtiennes (1-1). Si Fatima Tagnaout entre en cours de jeu contre le Ghana à la place de Hanane Aït El Haj, elle débute titulaire contre Haïti,. 
Après une série de stages et matchs amicaux, la FRMF annonce le 24 juin 2025 la liste finale pour la CAN 2024. Fatima Tagnaout fait partie des joueuses retenues par Jorge Vilda. Le Maroc qui atteint la finale pour la deuxième fois consécutive, ne parvient pas à remporter le titre. Durant cette édition, les Marocaines terminent première de leur groupe après un nul face aux Zambiennes (2-2), une victoire face aux Congolaises (4-2) et un succès face aux Sénégalaises (1-0). En quart de finale, le Maroc élimine le Mali (3-1) puis s'impose en demi-finale aux tirs au but face Ghana (4-2, 1-1 après prolongations). Les joueuses de Jorge Vilda s'inclinent en finale face au Nigeria (3-2) après avoir mené au score (2-0) jusqu'à l'heure de jeu. Fatima Tagnaout prend part à l'ensemble des rencontres du tournoi jusqu'à la demi-finale durant laquelle elle sort sur blessure manquant ainsi la finale.

## Palmarès

### En club
AS FAR (22 titres)
- Championnat du Maroc (10):
  - Championne : 2016, 2017, 2018, 2019, 2020, 2021, 2022, 2023, 2024 et 2025.

- Coupe du Trône (9):
  - Vainqueur : 2016, 2017, 2018, 2019, 2020, 2021, 2022, 2023 et 2024.
- Supercoupe Maroc-Émirats  (1)
  - Vainqueur : 2016

- Tournoi de l'UNAF (1) :
  - Vainqueur : 2021
- Ligue des champions de la CAF (1) :
  -  Vainqueur : 2022
  -  3e place : 2021, 2023

### En sélection
Équipe du Maroc
- Tournoi UNAF
  - Vainqueur en 2020
- Coupe Aisha Buhari
  - 2e place en  2021
- Coupe d'Afrique des nations
  -  Finaliste : 2022 et 2024

### Distinctions individuelles
- Meilleure joueuse du championnat du Maroc en 2021 par l'UMFP[50]
- Meilleure joueuse de la Ligue des champions CAF 2022 par la CAF
- Dans le onze-type de la Ligue des champions CAF 2021, 2022, 2023 par la CAF[51],[52].
- Meilleure passeuse de la CAN 2022[53],[54]
- Dans le onze-type de la CAN 2022 par la CAF[55],[56]
- Membre de l'équipe-type africaine de l'année de l'IFFHS : 2022[57]
- Meilleure joueuse africaine inter-club 2023 par la CAF[58]
- Dans le onze-type d'Afrique de l'année 2023 par la CAF[58]